# Ladumyrtjärnen, Västerbotten
Ladumyrtjärnen är en sjö i Robertsfors kommun i Västerbotten och ingår i Dalkarlsåns huvudavrinningsområde. Sjön har en area på 0,0365 kvadratkilometer och ligger 216,2 meter över havet.

## Delavrinningsområde
Ladumyrtjärnen ingår i det delavrinningsområde (713597-172337) som SMHI kallar för Utloppet av Bjännsjön. Medelhöjden är 207 meter över havet och ytan är 9,84 kvadratkilometer. Det finns inga avrinningsområden uppströms utan avrinningsområdet är högsta punkten. Avrinningsområdets utflöde Dalkarlsån mynnar i havet. Avrinningsområdet består mestadels av skog (90 procent). Avrinningsområdet har 0,49 kvadratkilometer vattenytor vilket ger det en sjöprocent på 4,5 procent.